# Norman O. Brown
Pour les articles homonymes, voir Brown.
Norman Oliver Brown (né le 25 septembre 1913 à El Oro de Hidalgo au Mexique et mort le 2 octobre 2002 à Santa Cruz en Californie) est un universitaire, écrivain et philosophe social américain. 

## Biographie
Norman Oliver Brown naît le 25 septembre 1913 à El Oro de Hidalgo. Il fait ses études secondaires au Clifton College de Bristol puis ses études supérieures en Lettres classiques au Balliol College de l'université d'Oxford dont il est diplômé en 1936 avec pour tuteur l'historien Isaiah Berlin, avant de préparer un doctorat à l'université du Wisconsin à Madison qu'il obtient en 1942,,.
Pendant la Seconde Guerre mondiale, de 1943 à 1946, il sert auprès de l'Office of Strategic Services, où il rencontre Herbert Marcuse. De sensibilité politique marxiste, il participe ensuite en 1948 à la campagne présidentielle d'Henry Wallace, candidat du Parti progressiste.
En 1958, il est lauréat d'une bourse Guggenheim pour ses recherches dans le domaine de l'Antiquité classique.
Brown est successivement professeur à l'université Wesleyenne, à l'université de Rochester et à l'université de Californie à Santa Cruz.

## Activités professionnelles
Commençant sa carrière comme spécialiste des humanités classiques, il se tourne ensuite vers une approche plus générale de l'histoire, la littérature, la psychologie et la culture du point de vue de la psychanalyse et du marxisme,. C'est par ailleurs son ami Herbert Marcuse, philosophe et sociologue marxiste de l'École de Francfort, qui l'introduira aux œuvres de Sigmund Freud dans les années 1950.
Il est particulièrement renommé pour deux livres, Life Against Death (en) (1959) et Love's Body (en) (1966), qui firent de Brown une icône de la « Nouvelle gauche » et se hissèrent au rang de livres cultes de la contre-culture des années 1960 et 1970,.
Brown a eu une influence importante sur des intellectuels tels que Ernest Becker,, John Cage ou encore Mario Mieli.

## Publications
- 1947. Hermes the Thief: The Evolution of a Myth. Madison: University of Wisconsin Press.
- 1953. Hesiod, Theogony.  Translated and with an introduction by Norman O. Brown. Indianapolis : Bobbs-Merrill.
- 1959. Life Against Death: The Psychoanalytical Meaning of History. Middletown: Wesleyan University Press.
- 1966. Love's Body. New York: Random House.
- 1973. Closing Time. New York: Random House.
- 1991. Apocalypse and/or Metamorphosis. Berkeley: University of California Press.
- 2009. The Challenge of Islam: The Prophetic Tradition. Ed. by Jerome Neu. Santa Cruz, California: New Pacific Press.